# Nemestrino
Na mitologia romana, Nemestrino era um deus das florestas e madeiras. Seu nome deriva do latim nemus, significando "madeira".